# Риба Макентајер
Риба Нел Макентајер (енгл. Reba Nell McEntire; Макалистер, Оклахома, САД, 28. март 1955) је америчка певачица и глумица. Каријеру у музичкој индустрији започела је као средњошколка певајући у бенду Кајовске средње школе, у локалним радијским емисијама са браћом и сестрама, и на родео представама. Док је била на другој години факултета на Државном универзитету Југоисточне Оклахоме, извела је државну химну на националном финалу Родеа у Оклахома Ситију и привукла пажњу кантри уметника Реда Стигала која ју је довео у Нешвил, Тенеси. Она је потписала уговор са компанијом Меркури Рекордсом годину дана касније, 1975. године. Свој први соло албум објавила је 1977. године и издала пет додатних студијских албума с том издавачком кућом до 1983. године, користећи продуценте који су је сврстали у нешвилски звук.
Потписујући са MCA Nashville Records, Макентајер је преузела креативну контролу над својим другим MCA албумом, My Kind of Country (1984), који је имао неотрадиционалнији кантри звук, и која су произашла два првопласирана сингла: „How Blue” и „Somebody Should Leave”. Тај албум јој је донео пресудни успех, доневши јој низ успешних албума и првопласираних синглова током 1980-их и 1990-их. Макентајер је од тада издала 33 студијска албума, 24 првопласирана сингла, 16 првопласираних албума, а 28 албума је Америчко удружење издавачких кућа сертификовало по продаји као златне, платинске или мулти-платинске. Често је називају „краљицом кантрија“, а продала је више од 75 милиона плоча широм света.
Почетком 1990-их, Макентајр се посветила у филму почевши од Подрхтавања из 1990-их. Од тада је глумила у бродвејском оживљавању филма Annie Get Your Gun (2001) и у свом телевизијском ситкому Reba (2001–07), за који је номинована за награду Златни глобус за најбољу представу од глумице у телевизијској серији - мјузикл или комедија. Од фебруара 2020. Риба се вратила у Јуниверсал мјузик груп.

## Дискографија

### Студио албуми
- Reba McEntire (1977)
- Out of a Dream (1979)
- Feel the Fire (1980)
- Heart to Heart (1981)
- Unlimited (1982)
- Behind the Scene (1983)
- Just a Little Love (1984)
- My Kind of Country (1984)
- Have I Got a Deal for You (1985)
- Whoever's in New England (1986)
- Reba Nell McEntire (1986)
- What Am I Gonna Do About You (1986)
- The Last One to Know (1987)
- Merry Christmas to You (1987)
- Reba (1988)
- Sweet Sixteen (1989)
- Rumor Has It (1990)
- For My Broken Heart (1991)
- It's Your Call (1992)
- Read My Mind (1994)
- Starting Over (1995)
- What If It's You (1996)
- If You See Him (1998)
- So Good Together (1999)
- The Secret of Giving: A Christmas Collection (1999)
- Room to Breathe (2003)
- Reba: Duets (2007)
- Keep On Loving You (2009)
- All the Women I Am (2010)
- Love Somebody (2015)
- My Kind of Christmas (2016)
- Sing It Now: Songs of Faith & Hope (2017)
- Stronger Than the Truth (2019)

## Туре
Насловне туре
- The Reba McEntire Show (1985)
- The Last One to Know Tour (1987)[6]
- North American Tour '88 (1988)[7]
- World Tour '89 (1989)[8]
- '90 Tour (1990)[9]
- Rumor Has It Tour (1991)[10]
- Reba in Concert (1992)[11]
- It's Your Call Tour (1993)[12]
- Read My Mind Tour (1994)[13]
- Starting Over Tour (1995)[14]
- 20th Anniversary Tour (1996-97)[15]
- Singer's Diary (1999-2000)[16]
- Room to Breathe Tour (2004)[17]
- All the Women I Am Tour (2011-12)[18]
- Canadian Tour (2013)[19]
- Reba: Live in Concert (2022)[20]

Заједничке туре
- Brooks & Dunn and Reba: The Tour (са Brooks & Dunn) (1997-98)[21]
- Girls Night Out (са Мартином Макбрајд) (2001))[22]
- 2 Hats and a Redhead (са Теријом Кларком и Бредом Пејслијом) (2005)[23]
- 2 Worlds 2 Voices Tour (са Кели Кларксон) (2008)[24]
- Reba and George Strait on Tour (са Џорџом Стрејтом) (2010-11)[25]

Резиденцијалне емисије
- Key to the Heart (2006-07)[26]
- Together in Vegas (са Брукс & Даном) (2015-садашњост)[27]